# Eddie Holman
Edward Lee "Eddie" Holman (sinh ngày 3 tháng 6 năm 1946) là một ca sĩ, nhạc sĩ, nhà sản xuất thu âm, và diễn viên người Mỹ.

## Tiểu sử
Holman tên khai sinh là Edward Lee Holman, sinh ra ở Norfolk, Virginia vào ngày 3 tháng 6 năm 1946.